# محوطه تاریخی ورونه
محوطه تاریخی ورونه مربوط به سده‌های میانه دوران‌های تاریخی پس از اسلام است و در شهرستان خمین، بخش کمره، دهستان خرمدشت، روستای ده سفید واقع شده و این اثر در تاریخ ۲۰ اسفند ۱۳۸۵ با شمارهٔ ثبت ۱۸۰۱۶ به‌عنوان یکی از آثار ملی ایران به ثبت رسیده‌است.